# Sleenovia
Sleenovia (ook wel De geschiedenis van Sleenovia of De geschiedenis van Nero en Co) is een verhaal uit de Belgische stripreeks Nero. Het werd voorgepubliceerd in 1965 in de krant De Standaard.
Het is het enige Nero-verhaal dat niet geschreven is door Marc Sleen en ook niet getekend is door Sleen of Dirk Stallaert. Het werd geschreven door Gaston Durnez en getekend door Studio Vandersteen onder het pseudoniem Wirel.

## Verhaal
Het verhaal speelt zich aanvankelijk af in het land Sleenovia, waar het "volk der beeldverhalen" leeft en iedereen altijd blij is. De vijftig Nero-albums van Marc Sleen zijn de grondwet en de president is het hoofdpersonage Nero. De ministerraad bestaat uit Madam Pheip, Petatje, Petoetje, Meneer Pheip, Adhemar en Detective Van Zwam. De piraat Tuizentfloot is een admiraal. Nero krijgt plotseling tijdens een toespraak aan de ministerraad een zwarte kap over zijn hoofd. Het uiterlijk van de overige hoofdpersonages wijzigt ook.
Bij een viering ter ere van de stichter van Sleenovia, Marc Sleen, kondigt Nero aan het volk aan dat Sleenovia lid wil worden van de UNO (Verenigde Naties). Tuizentfloot ontdekt echter een mysterieuze man die Nero en de ministers gadeslaat. Vervolgens prikt hij de man met zijn sabel waarna de man huilt. Dit verbaast de menigte aangezien dat ongewoon is in Sleenovia. De man loopt vervolgens weg en Nero ontvangt een uitnodiging om naar de UNO te komen. President Nero leent vervolgens een autoped om er naartoe te vliegen. De mysterieuze man blijkt een spion te zijn van de Federatie van Serieuze Landen. Hij rapporteert dat Sleenovia lid wil worden van de UNO en dat hun president onderweg is naar de UNO. De Serieuze Landen willen niet dat een land dat altijd lacht lid wordt van de UNO en stuurt een oorlogsschip om Nero te onderscheppen.
Intussen beseft Nero dat autopeds niet kunnen vliegen en hij stort neer in de oceaan. Er is gelukkig voor hem een klein eilandje vlakbij, waar hij naartoe zwemt. Het eiland is echter lokaas van het schip van de Serieuze Landen. De bemanning kijkt toe, maar twijfelt vanwege de kap of het wel echt Nero is. Ze besluiten om de kap met een kanon van Nero's hoofd te schieten. De kap vliegt van Nero's hoofd af en de bemanning van het oorlogsschip stuurt een sloep om hem gevangen te nemen. Nero overmeestert de mannen op de sloep echter en gooit ze in het water, waarna hij zijn reis met de sloep verderzet. Wanneer hij voet aan land zet, wordt Nero overmeestert en opgesloten in een kazerne van de Serieuze Landen.
Intussen begint op het hoofdkwartier van de UNO in New York een vergadering om de toetreding van Sleenovia tot de UNO te bespreken. Veel raadsleden zijn tegen en de voorzitter vraagt zich af waar het staatshoofd is. In Sleenovia hebben de leden van de ministerraad inmiddels hun oorspronkelijke uiterlijk terug. Ze vernemen dat Nero gevangen zit en Adhemar vertrekt om hem te gaan redden. Onderweg hoort Adhemar dat de vergadering van de UNO al begonnen is, waarop hij zijn koers wijzigt en zelf naar New York gaat. Nero slaagt er intussen in om te ontsnappen. Adhemar pleit inmiddels voor een toetreding bij de UNO. De Serieuze Landen leggen vervolgens een bom onder het podium waar Adhemar spreekt. Intussen stuurt de ministerraad Tuizentfloot naar New York. Hij gooit de hoed van Geeraard de Duivel in het hoofdkwartier van de UNO en die slaagt erin om de bom weg te gooien. De Serieuze Landen maken echter van de verwarring gebruik om Adhemar te ontvoeren, waarna ze hem naar hun leider, de Grote Serieuze, brengen. De Grote Serieuze blijkt oude vijand Matsuoka te zijn. Vervolgens vertrekken ook de overige ministers met hulp van Kapitein Oliepul naar New York.
Intussen volgt Nero de gebeurtenissen via televisie bij de een stam indianen in een oerwoud. De ministers pleiten bij de UNO dat hun stichter, Marc Sleen, een weldoener der mensheid is. Matsuoka, die er ook is, zegt er het tegenovergestelde. Nero gaat dan naar New York terwijl detective Van Zwam en de hoed van Geeraard de Duivel Adhemar gaan redden. Vervolgens overmeestert Jan Spier Matsuoka, waarna de Brusselse politie Matsuoka arresteert. Adhemar en Nero overtuigen hierop de UNO om Sleenovia te laten toetreden, waarna iedereen blij is.
Het verhaal eindigt in tegenstelling tot de meeste Nero-verhalen niet met een wafelenbak.

## Achtergrond
De stripreeks Nero verscheen vanaf 1947 in de krant De Nieuwe Gids en later in Het Volk. De strips werden zowel geschreven als getekend door Marc Sleen. In 1965 stapte Marc Sleen over naar de krant De Standaard. Zijn contract liep echter nog drie maanden waardoor Sleen voorlopig geen strips mocht tekenen voor De Standaard. Hierop werd besloten om intussen dit Nero-verhaal onder de titel De geschiedenis van Nero en Co te publiceren met een andere schrijver en tekenaar.
Het Volk verloor volgens Sleen zo'n 30.000 lezers waarna het De Standaard N.V. aanklaagde bij de handelsrechtbank in Gent. Daar beweerden ze dat zij de rechten op de stripfiguren bezitten. Hierop werd dit stripverhaal tijdelijk aangepast. Nero kreeg een zwarte kap over zijn hoofd en het uiterlijk van de overige hoofdpersonages werd aangepast. Het woord Nero verscheen niet meer in de titel waardoor de titel van dit verhaal meerdere keren wijzigde. De rechtbank gaf Het Volk gelijk, maar De Standaard N.V. tekende beroep aan. Enkele katholieke kopstukken konden de krantenoorlog tussen twee katholieke krantengroepen niet aanzien, dus besloten zij te bemiddelden. Zo nam uiteindelijk Sleen Nero mee naar De Standaard. Het stripblad 't Kapoentje, de stripreeks Piet Fluwijn en Bolleke en de naam van de stripreeks De Lustige Kapoentjes bleven wel bij Het Volk. Met deze overeenkomst verscheen Nero weer in Sleenovia zonder kap en kregen de overige hoofdpersonages hun oorspronkelijke uiterlijk terug.
Nero werd uiteindelijk in 2002 stopgezet. Standaard Uitgeverij had echter nog wel interesse in een nieuw album, maar Sleen wees dat voorstel af. Wel waren er plannen om Sleenovia, dat slechts eenmalig als album is uitgegeven, opnieuw uit te geven. In 2014 begon Dirk Stallaert met het hertekenen van dit verhaal, maar dat ging uiteindelijk niet door.

## Uitgaven
In tegenstelling tot de andere Nero-verhalen die gepubliceerd werden in de kranten, verscheen dit verhaal niet als album in de reguliere reeks. In 1979 werd het verhaal in albumvorm onder de titel Nero? uitgegeven in de collectie CISO.
In 2017 verscheen het verhaal opnieuw als stripalbum bij uitgeverij Bonte onder de titel Sleenovia. Er verschenen twee verschillende uitgaves. De softcover-uitgave heeft een voorwoord van Durnez en een dossier geschreven door Yves Kerremans. De hardcover omvat naast het voorwoord en het dossier ook zo'n zeventig pagina's bestaande uit artikels en tekeningen die in 1965 in de kranten De Standaard en Het Nieuwsblad verschenen. Deze waren bedoeld om de komst van Sleen en zijn stripreeks Nero naar die kranten te vieren. Stallaert tekende voor beide uitgaven een nieuwe omslag.